# 屠宰

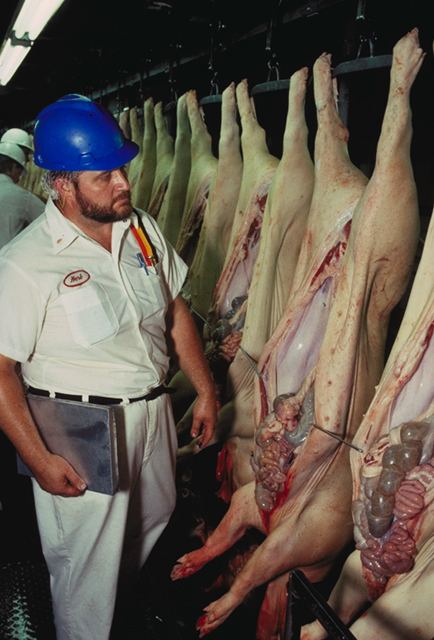
美國農業部的人员检验屠宰后的生猪

屠宰指杀死家畜、家禽，产出供人食用的肉類的过程。专门用来屠宰的地方称为屠宰场或屠宰厂，专业人员旧时也称作屠夫或屠户。
因为肉类食品中毒是很严重的问题，各国屠宰均有严格的商业屠宰规定。对于宗教屠宰则在遵守宗教习惯的前提下另设规定。不出售而是自用的屠宰比商业屠宰限制少，但也有一定的检疫要求。
有些地方对大型动物的商业屠宰征收屠宰税。

## 现代商业屠宰过程

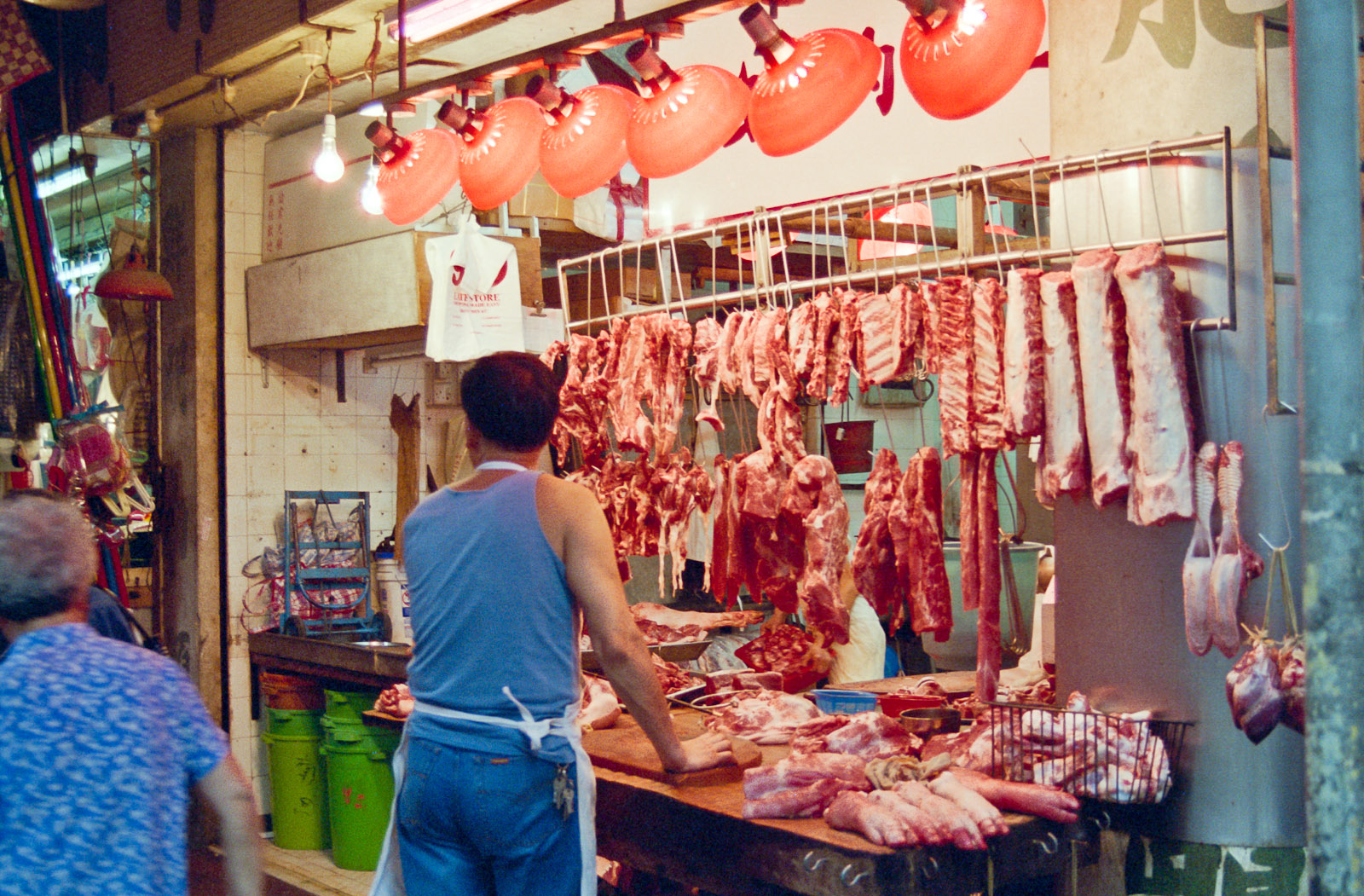
香港屠宰鋪

1. 从农场、养殖场等地收进动物。放在暂时的收容圈里。
2. 对动物进行健康检测，排除有不宜食用的疾病、已死亡或健康很不好的动物，但實際執行並非如此嚴格。
3. 用水冲洗动物，减少细菌和寄生虫，另外使得下一步电击致晕更加有效。
4. 使动物致晕，有减少动物的痛苦、方便屠宰过程及避免緊迫造成肉質不佳的三个动机。致晕的方法有机械敲击头部、电击、或二氧化碳麻醉，以电击最为常用。偶尔也有用子弹瞬间射杀，但因为安全及避免鉛污染等原因一般不采用。
5. 刀刺颈动脉（cartoid artery）和颈静脉（jugular veins）放血，导致死亡。小屠宰场和私人屠宰则常使用刺心脏的方法致死。亦有掛上輸送帶集體刀割或刀刺的方法；為了增加放血速度、避免動物在死亡前恢復知覺，倒吊放血也是常見的。若無放血，則肉質會差到讓多數人無法接受。（有一些謠言說西方國家屠宰沒有放血，但實際上並非如此）
6. 对猪、家禽用热水烫洗煺去毛或主要羽毛。猪使用机器刮毛，家禽多用石蜡拔毛。
7. 进一步检测后去头、蹄、尾等不适合食用或另行包装的部位。
8. 剥皮，一般用机器辅以手工进行。
9. 开膛并去除内脏。屠宰过程中的污染主要来自皮毛上和消化道内部的细菌、寄生虫。所以剥皮和开膛这两步应防止皮表面接触肉类和胃肠破裂。
10. 解体。大的家畜先用电锯锯成左右两片。
11. 成熟阶段。动物死亡后几个小时之内肌肉进入尸僵状态，此期间食用口感粗糙僵硬。需要放置一段时间使之成熟。商业上一般先快速冷藏以防止变质，然后冷藏直到尸僵消失。
12. 进一步切割成适合销售的大小，或者转入肉食品厂进一步加工。

### 家禽屠宰
家禽屠宰主要包括浸烫和脱毛两个步骤。以中国生产的肉鸡屠宰机械为例，主要的标准流程包含上挂，电麻刺杀，沥血，浸烫，打毛，小毛处理，分类，除内脏，遇冷，切割，包装和冷藏（运输）。

## 宗教屠宰过程
犹太教和伊斯兰教要求教徒只能食用按宗教程序屠宰的肉类。符合犹太教規的称为或；符合伊斯兰教規的称为或清真。二者的主要区别是念诵神的名号不同。很多教徒认为可以接受按对方宗教程序屠宰的肉类。
1. 由熟悉屠宰程序的教徒进行。
2. 仅限于宗教戒律允许的动物（例如不能是猪），必须健康而且会自行走动。
3. 把準備動物的動物個別入屠宰區，獨立屠宰。屠宰區並須與其他動物有足夠分隔，並確保潔淨。
4. 餵動物喝水並安撫動物。
5. 不允许致晕，而是由屠宰者念诵耶和華/真主之名，用一把锋利的刀具一刀快速切断颈部前方的颈静脉、颈动脉、食道和气管，但不切断脊髓；屠宰全程不可讓動物遇見刀具。伊斯兰教中，屠宰者及動物应该面向麦加方向；猶太教中在此步驟會加挑動物腳筋，減少動物反抗掙扎。
6. 放血比商业屠宰彻底。犹太教还将肉浸于盐水中一定时间以除去残存血液。肝脏因为含血最多，采用在火上烘烤的方法除血。
7. 確保動物放血徹底，動物腦部沒有血液流動逾3秒，即可斷定該動物死亡，隨後把動物送入脫皮去皮區域，繼而按指定刀法屠宰動物。
8. 禁止吃一些动物部位，例如血管、淋巴结和腿部的坐骨神经。其中对坐骨神经的禁忌出自《圣经·创世纪》第32章中雅各与天使摔跤的故事。在猶太教中內臟傳統上則留於祭祀作為動物香燃燒而不予以食用。

## 道德与人道方面的争议

### 本身的道德争议
孟子在《孟子·梁惠王上》中说：“君子之于禽兽也，见其生，不忍见其死；闻其声，不忍食其肉。是以君子远庖厨也。”这个态度后来成为中国传统文化中对屠宰的常见道德观点。一些受儒家思想影響的國家如在古代日本與朝鮮王朝就把屠夫列为低等人民甚至贱民。
佛教因为根本上反对杀生（屠宰與殺人同為殺生），对屠宰和屠宰业者持谴责态度。部派佛教要求在家居士應當盡量持五戒，首戒就是不殺生，一般允许出家僧人食用三净肉，三淨肉是出家僧人可以食用之肉需要滿足的三個條件，要求此肉來自沒有看見為自己屠殺的動物，沒有聽說為自己屠殺的動物，不懷疑他人為自己宰殺的動物。
历史上很多哲学家和道德学家，从杰里米·边沁到彼得·辛格，基于動物權利或人类道德的考虑而反对食用动物。这个立场导致反对屠宰和提倡素食主义。

### 过程中的人道问题
另一些動物福利主义者在不反对屠宰，或者暂时不提倡废止屠宰的前提下，要求屠宰人道化，反对对动物造成无必要的肉体和精神痛苦。具体诉求包括：
- 运送环境尽量人道，并保证动物的食水供应。
- 屠宰前不惊吓动物，不让之观看同类被宰。
- 要求宰杀在动物无知觉的情况下进行。提倡电击而不是棍棒敲击。
- 保证各类屠宰器械正常运转，以避免有知觉的动物被屠杀、褪毛等。

在宗教屠宰过程是否比商业屠宰过程更人道的问题上，目前还有争议。